# Ali Ajaj Abdallah
 (octobre 2018).
Si vous disposez d'ouvrages ou d'articles de référence ou si vous connaissez des sites web de qualité traitant du thème abordé ici, merci de compléter l'article en donnant les références utiles à sa vérifiabilité et en les liant à la section « Notes et références ».
Ali Ajaj Abdallah (né à Baalbeck en 1962) est un homme politique libanais.
Titulaire d’un doctorat en technologies de l’information de l’Université de Lyon, il a enseigné à l’Université Libanaise.
Il est nommé ministre de l’Agriculture au sein du gouvernement de Rafiq Hariri (2000-2003), comme représentant du Mouvement Amal de Nabih Berri.
Néanmoins, il est exclu de ce mouvement à la suite de désaccords avec le leadership.
Son passage au gouvernement est entaché de nombreuses accusations de corruption à base politique, sur lesquels il est mis six mois en prison sans procéder à un jugement en cour.[style à revoir]